# Ragnar Ericzon

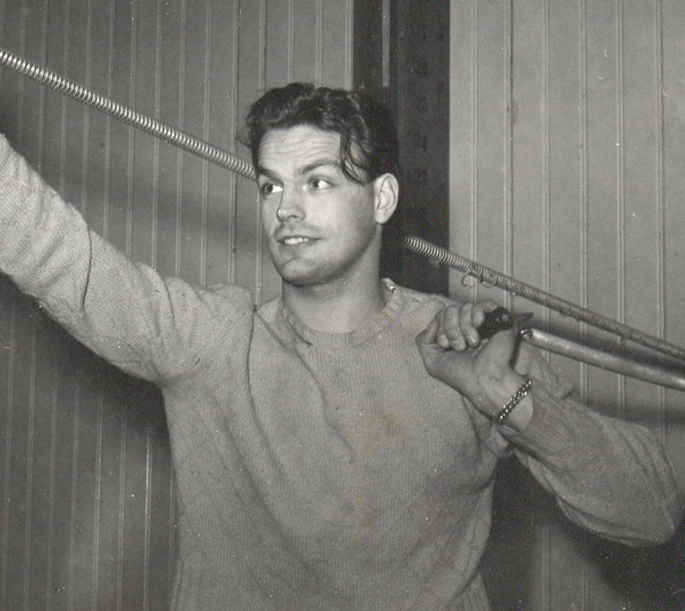
Ragnar Ericzon, ca. 1950

Ragnar Ericzon (Ragnar Sven Ericzon; * 5. Juni 1926 in Vikmanshyttan, Hedemora; † 5. März 2010 in Örebro) war ein schwedischer Speerwerfer.
Bei den Leichtathletik-Europameisterschaften 1950 in Brüssel gewann er Bronze, und bei den Olympischen Spielen 1952 in Helsinki wurde er Siebter.
Seine persönliche Bestleistung von 73,93 m stellte er am 3. September 1950 in Örebro auf.